# Таро і Джиро

Таро і Джиро з членами експедиції, яка їх знайшла

Таро і Джиро — два їздових пси породи сахалінські хаскі японської полярної експедиції, що вижили без людей протягом року в Антарктиді (1958—1959).

## Історія
Таро і Джиро, трирічні брати, були наймолодшими з 15 їздових собак першої японської експедиції до Антарктиди, яка почалася в січні 1957 року. Собаки породи сахалінські хаскі, відомі в Японії як карафуто-кен, що добре підходять для перебування в холодному кліматі.
Першу експедицію з 11 дослідників повинні були замінити іншою командою в лютому 1958 року. Однак до того, як друга команда могла приїхати, наблизилася сильна і несподівана буря, яка призвела до евакуації першої команди вертольотом, а висадка другої команда була призупинена. Собак довелося залишити на станції. Їх прив'язали до ланцюгів і дали їжу, щоб прожити кілька днів, коли команда сподівалася повернутися за ними. Проте японці не змогли повернутися до наступного року.
14 січня 1959 року експедиція повернулася на базу в Антарктиді. Чоловіки очікували, що знайдуть 15 загиблих собак, але лише сім (Ака, Горо, Почі, Моку, Куро, Песу та Кума з Монбецу) вмерли, поки ще були прикуті. Інші вісім собак зуміли вирватися. Двох собак, Таро та Джиро, знайшли живими біля бази. Решта шість (Рікі, Анко, Дері, Джакку, Широ і Кума — цей Кума був батьком Таро і Джиро) так і не були знайдені.
Таро і Джиро змогли вижити 11 місяців в екстремальних умовах без підтримки людини. Ясукацу Кітамура, професор університету Кюсю та доглядач собак, описав «Корми для людей та собак на базі Шова були недоторканими. Деякі види собак стають канібалами під час голоду. Сім собак, які були прив'язані, виявлено мертвими, а їхні тіла були недоторканими. Я думаю, що сахалінські собаки їли пінгвінів, кал тюленів, морських птахів та риб (замерзлих у льоді)».
Таро і Джиро залишилися в Антарктиді, щоб тягати сані для нової експедиції. У 1960 році Джиро помер від хвороби в Антарктиді, а в 1961 році Таро повернувся в рідне місто Саппоро і прожив в Університеті Хоккайдо, поки не помер від старості в 1970 році. Тіло Таро було бальзамоване та експонується в Музеї національних скарбів Ботанічного саду університету Хоккайдо, а тіло Джиро було бальзамоване і міститься в експозиції в Національному музеї природи та науки в Токіо — тому самому музеї, де експонується Хатіко (найвідданіша собака Японії).

## Вшанування
У Японії були встановлені пам'ятники на честь Таро, Джиро та собак, які втратили життя. Випущена ювілейна монета з їхнім зображенням. Було знято два фільми — «Нанкіоку Монагатарі» у 1983 році та «Білий полон» у 2006 році.

## Галерея

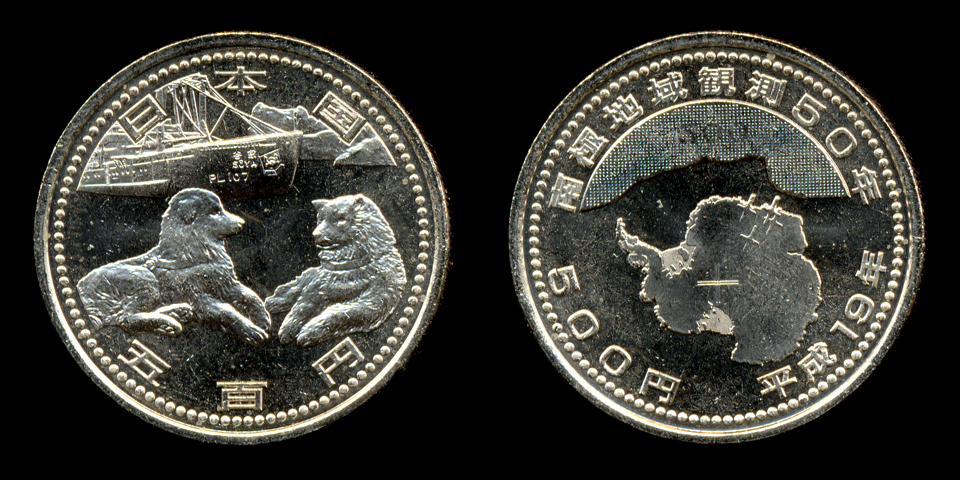
Ювілейна монета
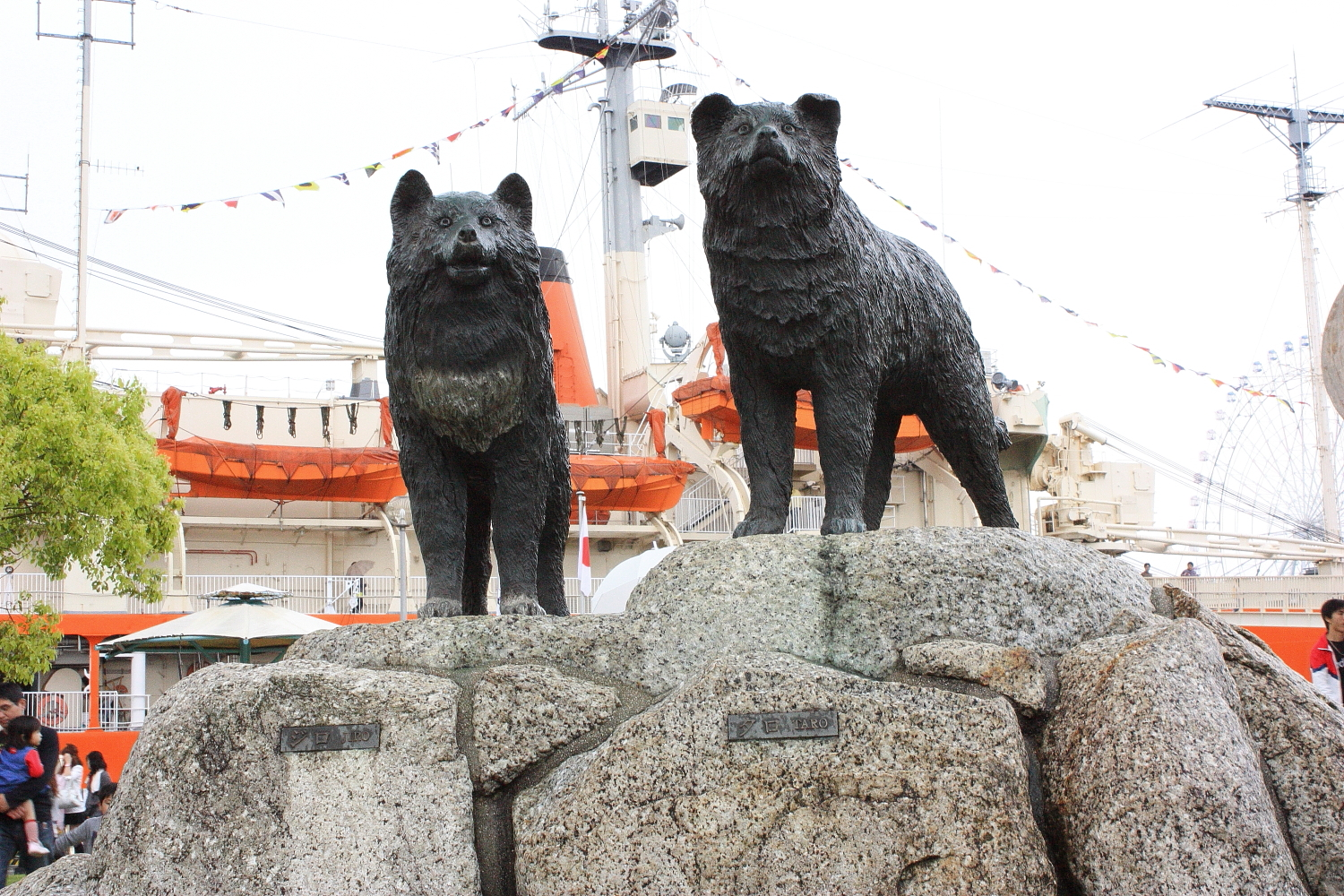
Пам'ятник собакам
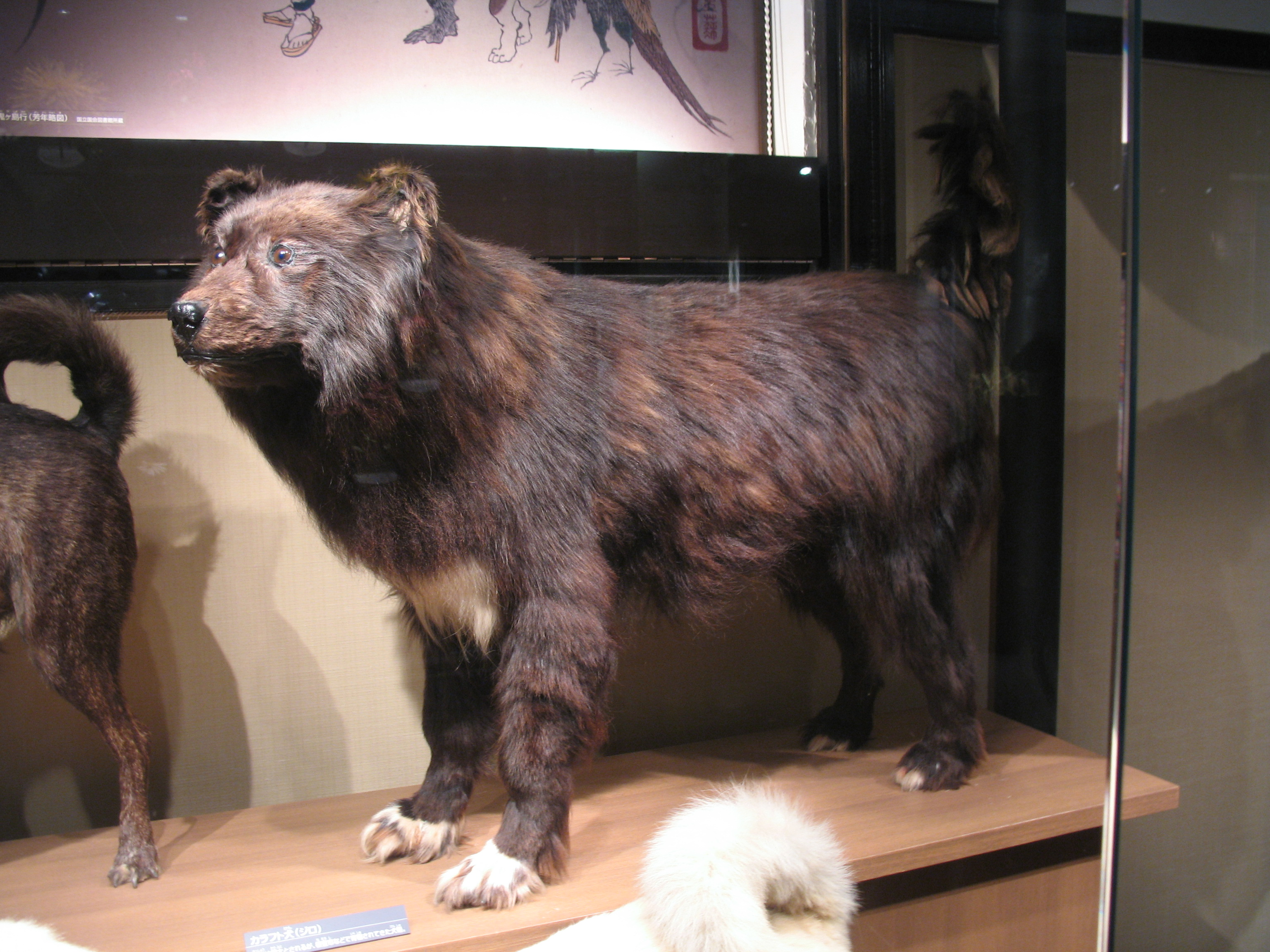
Опудало Джиро в музеї
Постер фільму про Таро і Джиро